# Херман II (Кьолн)
Херман II (на немски: Hermann II, Heriman; * ок. 995, Лотарингия; † 11 февруари 1056, Кьолн, Курфюрство Кьолн) от род Ецони, е от 1036 до 1056 г. архиепископ на Кьолн.

## Живот
Той е син на пфалцграф Ецо от Лотарингия († 1034) и съпругата му Матилда Саксонска († 1025), дъщеря на император Ото II и на Теофано. Брат е на херцог Ото II от Швабия, Людолф, фогт на абатство Браувайлер, и на Рихеза, съпруга на полския крал Мешко II Лямберт.
През 1036 г. Херман II е номиниран от Конрад II за архиепископ на Кьолн. През 1051 г. той кръщава Хайнрих IV, синът на император Хайнрих III и съпругата му императрица Агнес. След три години, на 17 юли 1054 г., той коронова Хайнрих IV за немски крал.
Херман II със сестра си абтиса Ида (* 1025, † 7 или 8 април 1060) разширява Кьолнската катедрала. Херман II, наричан също Благородния, е погребан в Кьолнската катедрала.